# Pediobopsis pellucidula
Pediobopsis pellucidula är en stekelart som först beskrevs av Crosby 1909.  Pediobopsis pellucidula ingår i släktet Pediobopsis och familjen finglanssteklar. Inga underarter finns listade i Catalogue of Life.